# Schlacht von Coatit
Halai – Coatit – Senafe – Debra Ailà – Amba Alagi – Mek'elē – Adua
In der Schlacht von Coatit trafen am 13. bzw. 14. Januar 1895 italienische Kolonialtruppen und äthiopische Truppen aufeinander. Sie wird von einigen Historikern als Beginn des Italienisch-Äthiopischen Krieges eingeordnet, während andere sie noch dem Ende des vorangegangenen Eritreakrieges zuordnen.

## Vorgeschichte
Hinter dem in der Schlacht von Halai am 17. Dezember 1894 gescheiterten Aufstand des Bahta Hagos vermutete der italienische Militärgouverneur von Eritrea, General Oreste Baratieri, den Herrscher der äthiopischen Nachbarprovinz Tigray, Ras Mengesha Yohannes. Zumindest waren die überlebenden Führer des Aufstandes (Bahtas Bruder Sengel Hagos) nach Tigray geflohen und hatten sich dem Heer Ras Mengeshas angeschlossen. Noch im selben Monat hatte Baratieri daraufhin mit einem kleinen Kontingent die Grenze überschritten, war in Tigray eingefallen und hatte am 29. Dezember 1894 kurzzeitig Adua besetzt, sich dann aber wieder hinter die Grenze zurückgezogen, um dort auf Verstärkungen für einen umfassenderen und weiterreichenden Angriff zu warten. Obwohl er auf aktive Unterstützung des äthiopischen Kaisers Menelik II. zunächst nicht rechnen konnte, entschloss sich Ras Mengesha die Italiener in Eritrea anzugreifen, bevor Baratieri alle Kolonialtruppen der Region zusammengezogen haben würde.

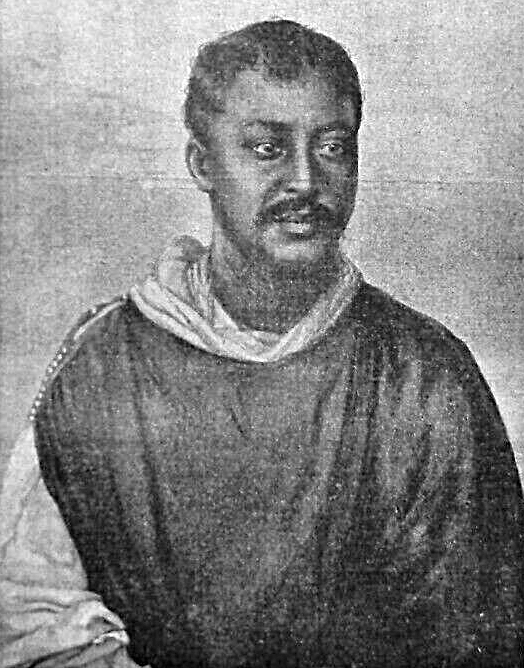
Ras Mengesha
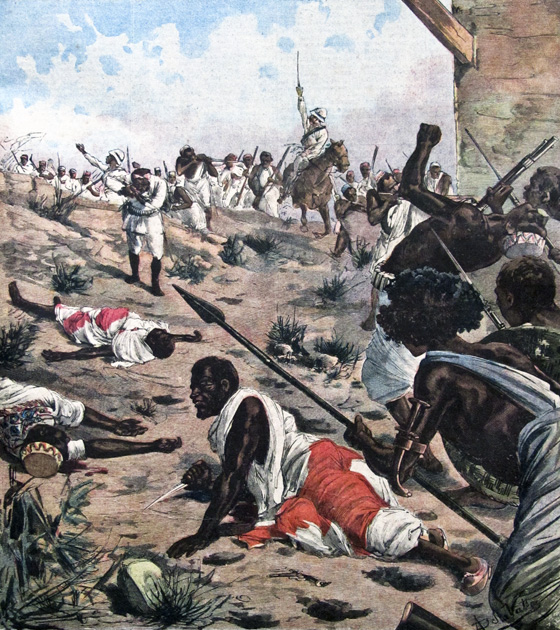
Schlacht von Halai
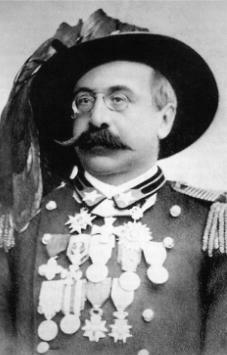
Oreste Baratieri

## Angriff auf Coatit
Ras Mengeshas überstürzter Feldzug war schlecht vorbereitet. Zudem hatten kaum zwei Drittel seiner Truppen Gewehre und dafür wiederum nur wenig Munition. Wenige Kilometer westlich von Adi Keyh, in der Ortschaft Coatit (auch: Koatit, Kewatit, Kweatit, Kwatit, Qwatit, Quatit), Distrikt Akele Guzai, stellte sich ihm Baratieri am 13. und 14. Januar 1895 entgegen. Als die Tigray die vordersten Reihen der Italiener bereits zersprengt hatten, rückte Baratieris Stellvertreter, General Giuseppe Arimondi, mit frischen Verstärkungen heran und bewahrte die Italiener vor einer Niederlage. Mit Anbrechen der Dämmerung unterbrachen beide Seiten die Schlacht. Ras Mengeshas Heer hatte viel höhere Verluste erlitten als die Italiener und auch kaum noch Munition. Am nächsten Morgen, als er vom Herannahen weiterer italienischer Verstärkungen erfuhr, entschloss sich Ras Mengesha zum Rückzug nach Tigray.

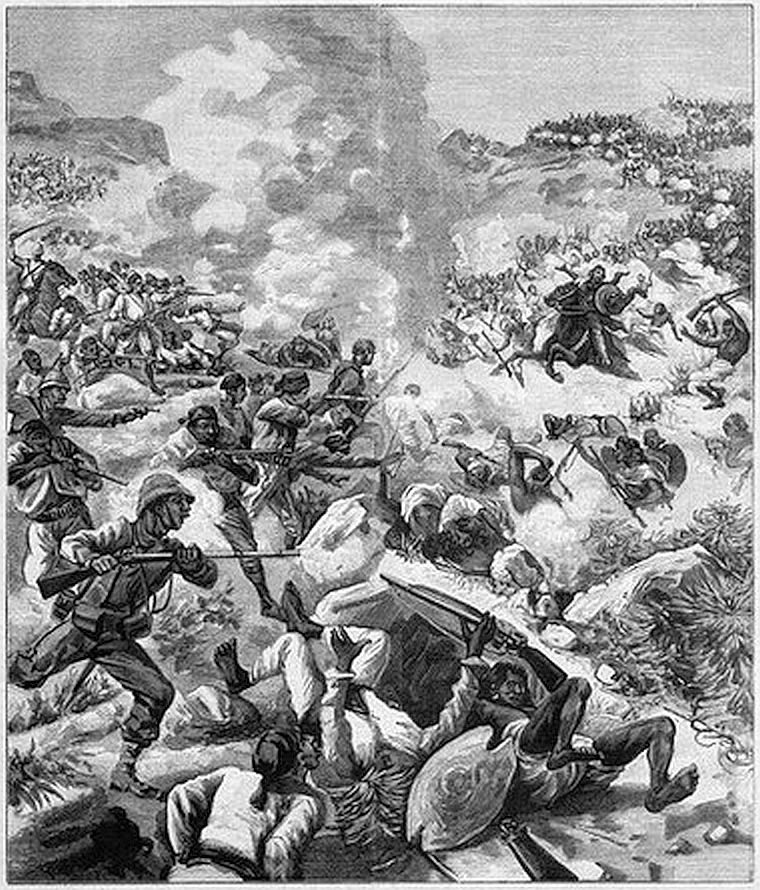
Bei Coatit trafen Tigriner und Italiener aufeinander
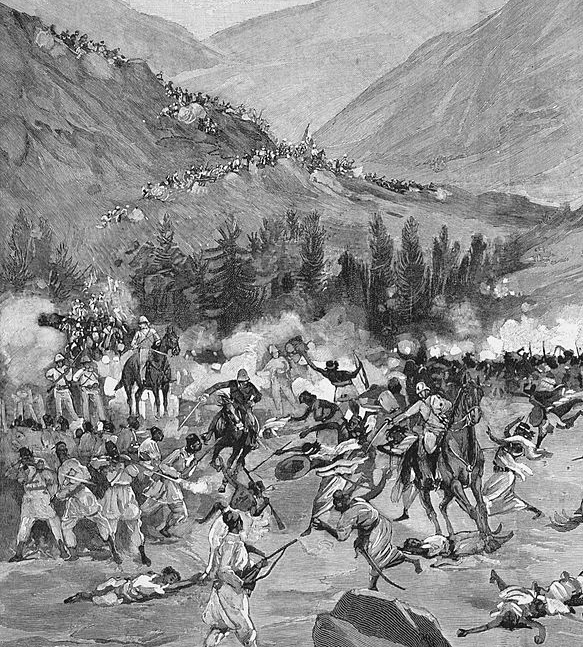
Die Tigriner versuchten, die Italiener zu umgehen
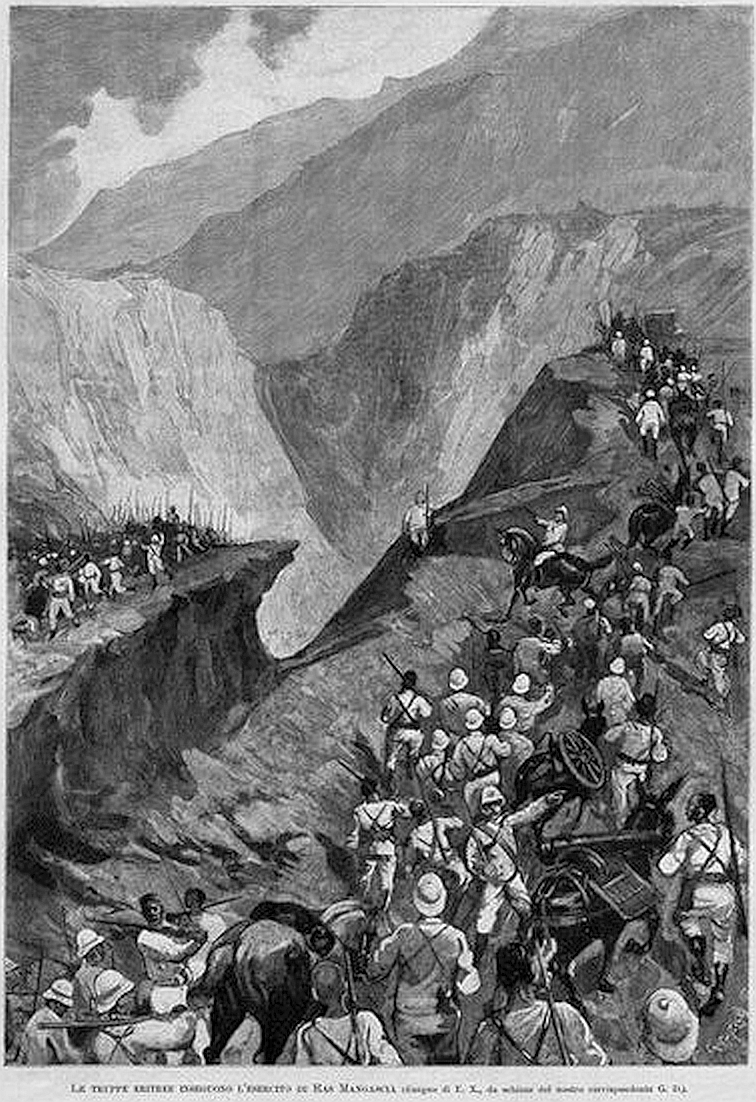
Verfolgung der Tigriner durch eritreische Askari

## Rückzug nach Senafe
Obwohl die Schlacht von Coatit eigentlich unentschieden ausging, wird sie von einigen Historikern im untrennbaren Zusammenhang mit der unmittelbar darauffolgenden Schlacht von Senafe und daher als italienischer Sieg angesehen. General Baratieri hatte den sich zurückziehenden Ras Mengesha verfolgt und noch am 15. Januar 1895 bei Senafe, nur wenige Kilometer von Coatit entfernt, gestellt und diesmal vernichtend geschlagen.

## Rezeption
In bewusster Erinnerung an die Schlacht von Coatit wurde schon 1897 ein Kreuzer der Italienischen Marine Coatit getauft.

## Weblink
- Enciclopedia Italiana (1932): Coatit (Beschreibung der Phasen der Schlacht)